# Eulàlia Valldosera i Guilera
Eulàlia Valldosera i Guilera (Vilafranca del Penedès, Alt Penedès, 22 d'octubre de 1963) és una artista catalana, guardonada amb el Premi Nacional d'Arts Plàstiques l'any 2002. La seva obra forma part d'algunes de les col·leccions d'art contemporani més destacades del món, com la del Museu Reina Sofia de Madrid, el Museu Nacional d'Art Contemporani de Brussel·les, el Centre d'Art La Panera de Lleida, el MUSAC de León, l'Artium de Vitòria, Es Baluard de Palma o el MACBA, la Fundació "La Caixa" i el Centre d'Art Santa Mònica de Barcelona.

## Biografia
| «                    | Vull fer treballs que tothom pugui entendre. Vaig entrar a la majoria d'edat amb l'estrena de la democràcia i tinc fe que l'art ha de ser per a tots els públics, no només per a iniciats. | » |
| — Eulàlia Valldosera | |   |

Nascuda l'any 1963 a Vilafranca del Penedès (Alt Penedès), va iniciar la seva formació artística a l'Escola de Belles Arts de Barcelona per, ja a la dècada dels anys 90, traslladar-se a Amsterdam, on completà els seus estudis. Fou precisament als Països Baixos on començà la seva carrera artística, amb una obra titulada El melic del món (1991, Galeria Antoni Estrany), un treball de caràcter introspectiu on l'artista opta per deixar de banda els llenguatges artístics canònics a favor de noves pràctiques artístiques per reflexionar sobre el mateix cos com a punt de partida per relacionar-se amb el món que l'envolta, una temàtica que explorarà progressivament en les seves obres posteriors. Aquestes han anat prenent un caire marcadament crític, i han fet que l'obra de Valldosera sovint sigui qualificada d'«art polític».
El treball artístic de Valldosera sorgeix en un moment de gran mercantilització de les obres d'art, i l'artista opta per canalitzar les seves creacions a través de pràctiques no objectuals, com són les performances o les instal·lacions, on es nega l'objecte artístic per tal d'atorgar tot el protagonisme a les accions i a la participació del públic, de tal manera que el que és realment important és el record que roman a la seva memòria.
Al llarg dels anys 90, Valldosera va desenvolupar una sèrie d'instal·lacions titulada Aparences, que es va allargar des de 1992 fins a l'any 2006. En aquest projecte, tot d'objectes que en algun moment han format part de la vida de l'artista es combinen amb projeccions, tot cercant l'encontre del cos, del públic, amb l'espai que l'envolta. El 2004 va fer per a la celebració del Fòrum de les Cultures la instal·lació Aquí hay tomate, la qual, tot i ser concebuda com a obra efímera, va quedar com a fixa després de l'esdeveniment. Més recentment, amb el projecte Dependències (2008), les instal·lacions prenen un caire cinematogràfic, on la participació del públic és de vital importància per l'esdeveniment d'un fenomen artístic del qual l'artista n'ha perdut pràcticament tot el control.
És en aquesta època —sobretot al voltant de la primera dècada del 2000— que l'objecte torna a guanyar protagonisme en el treball artístic de Valldosera, especialment envasos o objectes altament quotidians, dels quals n'extreu el valor a través de la relació que aquests objectes mantenen amb els seus propietaris. En aquesta línia destaquen instal·lacions com Interviewing objects, Estantería para un lavabo de hospital, Envases: el culto a la madre o Envases borrados).
Conserven obra d'Eulàlia Valldosera el Museu d'Art Contemporani de Barcelona i el Museu d'Art de Sabadell. El 2024, el Museu Nacional d'Art de Catalunya adquirí per primer cop una obra seva, passant a formar part del fons permanent. Durant el 2025, el museu incorpora una intervenció de l'artista en un espai anomenat Dones per dones, en diàleg amb altres obres de Mar Arza i Nora Ancarola.

## Premi Nacional d'Arts Plàstiques
El gener de 2001, la Fundació Tàpies va acollir una exposició retrospectiva de l'obra de Valldosera realitzada entre 1990 i 2000. Aquesta mostra, que també es va instal·lar al centre Witte de With de Rotterdam, feu que Valldosera fos guardonada l'any següent amb el Premi Nacional d'Arts Plàstiques, per la seva capacitat d'expressar amb un llenguatge suggerent i innovador els coneixements, experiències i sensacions més profundes de l'ésser humà.
La mateixa artista reconegué que aquesta exposició retrospectiva podia significar un punt d'inflexió al seu treball creatiu, ja que les seves instal·lacions eren obres obertes, molt fràgils, que requerien una intensa tasca de manteniment cada cop que es presentaven al públic. Així doncs, Valldosera considerà la possibilitat de radicalitzar el seu discurs i realitzar intervencions de caràcter efímer o bé centrar-se en la recerca sobre el seu treball creatiu, ja que ella considera que en el futur, l'artista serà més aviat un creador de sentits que no pas d'objectes.

## Exposicions destacades
- 1991: El melic del món — Galeria Antoni Estrany, Barcelona
- 1992: Vendatges — Sala Montcada Fundació "La Caixa", Barcelona
- 1996: Manifesta I (col·lectiva) — Rotterdam
- 1997: 5a Biennal d'Istanbul (col·lectiva)
- 1997: 2a Biennal de Johannesburg (col·lectiva)
- 1997: Twilight Zone — Skulptur Projekte, Münster (col·lectiva)
- 2000: Still life — Galeria Joan Prats, Barcelona
- 2001: 49a Biennal de Venècia (col·lectiva)
- 2004: 26a Biennal de São Paulo, Brasil (col·leciva)
- 2008: Objetos generados — Espai Visor, València
- 2009: Dependencias — Museo Nacional Centro de Arte Reina Sofía, Madrid
- 2013: Economia de l'atzar diví — Fundació Joan Miró, Barcelona[13]